# Ilusión lunar
Se llama ilusión lunar al fenómeno óptico que hace que la Luna parezca más grande cerca del horizonte que cuando está más arriba en el cielo. La explicación de esta ilusión todavía se debate.

## Prueba de la ilusión
Existe una creencia popular, que se remite al astrónomo griego Ptolomeo, sostiene que la Luna parece más grande cuando se encuentra cerca del horizonte debido a una magnificación real causada por la atmósfera de la Tierra. Esto no es cierto, si bien la atmósfera cambia el color percibido de la Luna, esta no la magnífica ni la encoge.
Una forma simple de demostrar que el efecto es una ilusión es sostener un objeto pequeño con el brazo completamente extendido y posicionarlo junto a la Luna cercana al horizonte. Cuando la Luna se encuentre en un punto más alto en el cielo se repite la comparación con el objeto pequeño para constatar que no ha existido un cambio en tamaño de la Luna.

## Tamaño angular y percepción del tamaño

Tamaño angular y percepción del tamaño.

Para la correcta percepción del tamaño de un objeto, es importante disponer también de información correcta sobre la distancia real al observador. El cerebro humano calcula el tamaño de los objetos a partir del tamaño de la imagen proyectada en la retina (el tamaño angular) y del conocimiento disponible acerca de su distancia (ley de Emmert), dado que un objeto más cercano a la retina produce una imagen de mayor tamaño que uno más alejado, el cerebro, empleando la experiencia, interpreta que está más cerca. Como la Luna está siempre a una distancia constante durante la misma noche, el supuesto cambio de tamaño de la Luna dependiendo de su cercanía al horizonte es una ilusión.
Los fallos de la percepción del tamaño ocurren principalmente cuando existe una falsa estimación de la distancia: tomando un objeto (D) a la distancia (f) que produce una imagen en la retina del tamaño (A), si la distancia se estima erróneamente como (e), puede percibirse como si fuera más pequeño de lo que es (C), pues un objeto de ese tamaño a esa distancia produciría una imagen del mismo tamaño (A). Un ejemplo de esto es la Luna en su cenit o el llamado «efecto de los coches de juguete»: cuando se mira desde una torre alta, por falta de experiencia, se subestima la distancia y los coches parecen más pequeños, como coches de juguete.
De forma inversa: un objeto (C) a una distancia (e) que produce una imagen (B) en la retina, y cuya distancia se interpreta erróneamente como (f), se percibirá de un tamaño mayor al real (D). Un ejemplo es la «Luna en el horizonte». Entre la Luna y el observador puede haber muchos objetos (casas, árboles, montañas -más información acerca de la profundidad) que entre la luna en lo alto del cielo y el espectador, caso en el que la distancia puede sobrestimarse. Si se estima mayor la distancia al objeto pero el tamaño de la imagen en la retina es el mismo, el objeto se percibe como de mayor tamaño, para mantener la coherencia. Por esta causa, la Luna puede percibirse como de mayor tamaño cuando están en la cercanía del horizonte.

## El firmamento achatado

El firmamento achatado

El tamaño real de la Luna en las cercanías del cenit no se percibe correctamente. La Luna tiene un diámetro mucho más grande (3.476 km) de lo que la percepción humana permite apreciar. Por esta causa aparece la apreciación incorrecta de la distancia: la enorme distancia (aproximadamente 385.000 km) de la Luna no es perceptible para las personas, pero la «Luna en el horizonte» parece más cercana que cuando está en lo alto del firmamento. A causa de la presencia de información de referencia (árboles, casas, etc.) junto a la visión de la línea del horizonte y de la ausencia de estas referencias en lo alto hace que el cielo, en el que parecen estar suspendidas la Luna, el Sol y las estrellas, parezca achatado. Dado que en ambos casos el tamaño de la imagen en la retina es el mismo, a causa de la diferente percepción de las distancias parecería más grande la Luna en el horizonte y menor en las proximidades del cenit.
Debido a la forma achatada del firmamento también las estrellas de algunas las constelaciones, como la del Cisne se perciben como más dispersas, pues la constelación completa parece más grande, cuando está en la cercanía del horizonte que cuando está junto al cenit: su tamaño parece disminuir progresivamente cuando por ejemplo se desplaza durante la noche del horizonte oeste a las cercanías del cenit.